# On Our Backs
On Our Backs (deutsch: Auf unseren Rücken) ist ein amerikanisches Sexmagazin für Lesben. Es war bei seiner Gründung im Jahr 1984 das erste Sexmagazin, das von Frauen gestaltet und herausgegeben wurde und das erste, das sich an Lesben wandte.

## Geschichte
Das Magazin wurde 1984 von Debi Sundahl und Myrna Elana als Reaktion auf die zunehmend antipornographische Stimmung innerhalb des amerikanischen Feminismus gegründet. Der Titel ist eine Parodie auf die radikalfeministische Zeitschrift off our backs, die eine antipornographische Haltung vertrat. Der ursprüngliche Untertitel Entertainment for the Adventurous Lesbian spielt auf den Untertitel Entertainment for men des Männermagazins Playboy an. Es erschien zunächst vierteljährlich.
Ab der zweiten Ausgabe war Susie Bright die Chefredakteurin und gestaltete das Magazin bis 1990. On Our Backs prägte in den 80er Jahren die lesbische Kultur in den USA und war während der Feminist Sex Wars einer der prominentesten Vertreter des Sex-positive feminism. Viele Frauenbuchläden weigerten sich, das Heft zu verkaufen, trotzdem war es ein großer Erfolg und erschien ab 1989 jeden zweiten Monat.
1994 geriet das Magazin in finanzielle Schwierigkeiten. Die Gründerinnen verkauften es an Melissa Murphy, die neue Inhaberin brachte 1995 nur eine weitere Ausgabe auf den Markt, bevor sie selbst Bankrott anmelden musste. H.A.F. Publishing kaufte das Magazin 1996 und legte es 1998 neu auf. 2006 erwarb die Underground Networks Inc. die Rechte. Die Printausgabe wurde im März 2006 eingestellt, ab 2007 sollte das Magazin als Onlineausgabe erscheinen.